# 山下清 (彫刻家)
山下 清（やました きよし、1954年 - ）は、富山県城端町生まれ、愛知県岡崎市在住の日本の彫刻家である。

## 来歴
- 1973年 - 彫刻家辻志郎に師事[1][2]
- 1975年 - 日展入選（1975年以降毎年出品、入選23回）
- 1977年 - 日彫展入選（1977年以降毎年出品、賞4回）
- 1994年 - 中日賞受賞（作品名：「この花咲くころ」）
- 1997年 - 日展特選（文化庁第32回現代美術選抜展、作品名：「明日に向かって…？」）[1]
- 1999年 - 日展特選（作品名：「明日へ……。」）[1]
- 2000年 - アートタウン三好彫刻フェスタ2000グランプリ受賞[1]
- 2001年 - 日彫展西望賞[1]
- 2006年 - 個展（画廊若林）
- 2008年 - 日展彫刻部門審査員